# Cerro Pietrobelli
El Cerro Pietrobelli es una elevación ubicada en la frontera entre Argentina (Provincia de Santa Cruz) y Chile (Región de Magallanes y de la Antártica Chilena). Su altitud es de 2.850 o 2.950 m s. n. m., según las fuentes.
El Cerro Pietrobelli se eleva al oeste del Glaciar Perito Moreno, ubicado en Argentina. Fue nombrado en honor a Francisco Pietrobelli (1858-1916), un explorador italiano, considerado el fundador de las ciudades de Sarmiento y Comodoro Rivadavia, en la provincia del Chubut.
La primera escalada a su cumbre fue realizada en 1986 por Luciano y José Pera, y lo hicieron por la cara Noroeste. Ese mismo año Silas Wild realiza una segunda ascensión. Y recién el 2 de octubre de 2015, Fernando Armani Huerta, junto a Luli Gaviña, y Daniel Azocar logran la última repetición hasta la fecha, por la Cara Norte de este colosal cerro.